# Melanotrichia kibuneana
Melanotrichia kibuneana is een schietmot uit de familie Xiphocentronidae. De soort komt voor in het Palearctisch gebied.